# Jean Hurault de Boistaillé

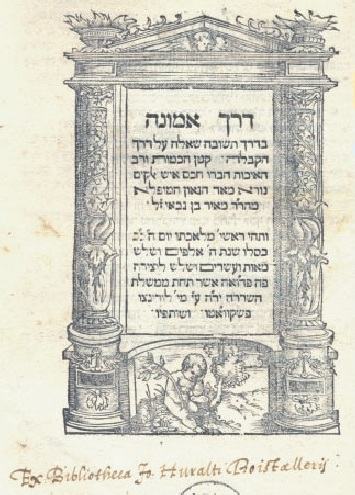
Édition du Derek Emunah d'Abraham ben Shem Tov Bibago par Lorenzo Pasquato (Padoue, 1562), avec la marque de Jean Hurault de Boistaillé (bibliothèque de l'université de Leyde)

Jean Hurault de Boistaillé (lat. Johannes Huraltus Boistallerius) est un magistrat, diplomate et bibliophile français du XVIe siècle, mort en 1572 en Angleterre alors qu'il participait à une ambassade. Il fut notamment ambassadeur de France à Venise.

## Famille
Il appartenait à une famille originaire du Blaisois qui s'illustra, au XVIe siècle, dans la finance, la magistrature et l'Église : de son arrière-grand-père Raoul Hurault, seigneur de la Grange (XVe siècle) étaient issues les branches « Hurault de Cheverny » et « Hurault de Boistaillé » ; Raoul Hurault de Cheverny († en août 1527 devant Naples), gendre du baron de Semblançay et entraîné dans sa banqueroute, et son frère Jacques Hurault de Cheverny, évêque d'Autun de 1505 à 1546, étaient les cousins germains de son père, et Philippe Hurault de Cheverny, fils posthume de Raoul et chancelier de France de 1583 à 1599, était donc son cousin au second degré.
Son grand-père Jean Hurault de Boistaillé († 1517) fut chancelier du duc d'Orléans, devenu ensuite le roi Louis XII, puis premier président de la cour des aides de Paris en 1500. Son oncle Jean († 31 août 1560) fut abbé de Saint-Martin d'Autun de 1518 à 1529, sous l'évêque mentionné précédemment, puis abbé de la Sainte-Trinité de Morigny ; un autre oncle Robert († 9 mars 1567) prit la succession du précédent comme abbé de Saint-Martin (en plus d'être archidiacre du diocèse d'Autun), et fut chancelier de Marguerite de Navarre ; ces deux ecclésiastiques humanistes étaient des amis, entre autres, d'Oronce Fine.
Son père Nicolas Hurault de Boistaillé († juin 1560) fut conseiller au Parlement de Paris (reçu en 1521). Son frère aîné Robert († 1592), conseiller au Grand Conseil nommé le 1er juin 1554, maître des requêtes de l'hôtel du roi à partir du 2 août 1560, chancelier de Marguerite de France, épousa Madeleine de L'Hospital, enfant unique du chancelier Michel de L'Hospital (et s'engagea à relever le nom et les armes de L'Hospital). Le chancelier mourut d'ailleurs chez son gendre et sa fille, au château de Belesbat, en 1573.

## Carrière
D'abord destiné à l'Église, il était abbé (laïc) du Breuil-Benoît quand il fut nommé conseiller-clerc au Parlement de Paris le 5 juillet 1555. À la mort de son oncle Jean (31 août 1560), il devint abbé de la Sainte-Trinité de Morigny (qui, sous le régime de la commende, devenait une sorte de bien de famille). La famille était dans la clientèle de la maison de Guise, et plus particulièrement du cardinal de Lorraine.
Il fut chargé d'une première mission diplomatique à Constantinople à la fin de 1557 et au début de 1558 : porteur d'une dépêche du roi de France pour le sultan Soliman le Magnifique (dans le cadre de l'alliance des deux souverains en Méditerranée, contre la république de Gênes à propos de la Corse à ce moment précis), il arriva dans la capitale ottomane en mars 1558 et repartit en avril. L'été suivant, Piali Pacha, grand amiral du sultan, vint en Méditerranée occidentale avec une flotte de cent galères, qui ravagea beaucoup en Italie et à Minorque, mais mouilla à Toulon en juillet comme flotte alliée de la France ; l'abbé Hurault négocia alors avec l'officier turc, sans d'ailleurs aucun résultat, car ce dernier repartit en laissant les Français en plan. On a conservé sur ces péripéties un rapport probablement rédigé par Hurault de Boistaillé : Discours et rapport du voyage de l'armée de mer turquesque [...] jusqu'au jour qu'elle est partie d'avec les gallaires du roy pour s'en retourner sans rien faire pour le service de S. M.. Quelques mois plus tard, le traité de Cateau-Cambrésis entre la France et l'Espagne (3 avril 1559) mit fin à l'engagement de la France en Italie, et l'été suivant l'abbé Hurault fut envoyé à Gênes pour négocier la restitution de la Corse à cette république.
Il fut ambassadeur de France à Venise de mai 1561 à mars 1564. Sa correspondance diplomatique originale est conservée à la Bibliothèque de l'Arsenal en trois registres (Ms. 5436 à 4538), sous le titre (premier registre) : Johannis Huraltii Boistallerii Caroli Noni Gallorum regis ad Venetos legati Commentariorum legationis suæ liber primus, 1561. Il fut remplacé par Arnaud du Ferrier.
À son retour en France, il rejoignit d'abord le roi Charles IX et sa mère Catherine de Médicis dans leur « grand tour de France », alors en Bourgogne, puis dans le Lyonnais. Ensuite il rentra à Paris, où il se mit au service du duc François de Montmorency, chargé du gouvernement de la capitale (et hostile aux Guises, ses anciens protecteurs). En mai 1565, il épousa Antoinette Le Clerc-Cottier († 30 avril 1583), fille d'un conseiller au Parlement de Paris, dont il eut trois enfants, dont deux fils, Jean (1566-1631) et François (né en 1572), et une fille, Anne (1567-1633). Le 3 décembre 1565, il fut nommé maître des requêtes de l'hôtel du roi. Il jouissait particulièrement de la confiance de la reine-mère, Catherine de Médicis. Il mourut en Angleterre où il avait accompagné Paul de Foix envoyé négocier le mariage du duc d'Alençon avec la reine Élisabeth (août-septembre 1572). Son corps fit retour en France, et il fut enterré à l'abbaye de Morigny comme plusieurs autres membres de sa famille, dont son père. 
Son frère cadet André Hurault de Maisse (1539-† 22 septembre 1607) fut également conseiller au Parlement de Paris (en 1564), maître des requêtes de l'hôtel du roi (nommé le 3 mars 1573), et ambassadeur à Venise de 1581 à 1588 et de 1592 à 1596.

## Bibliophilie
Jean Hurault de Boistaillé constitua une importante bibliothèque, formée à la fois de manuscrits et d'imprimés, et comprenant un grand nombre de livres dans des langues orientales, surtout en grec, mais aussi en hébreu et en arabe. Particulièrement, pendant la durée de sa légation à Venise, de 1561 à 1564, il acquit une collection de 245 manuscrits grecs, qu'il rapporta en France, et dont la liste fut établie par son principal fournisseur le Crétois Zacharie Scordylis.
Une grande partie de cette collection a été acquise en 1622 par la Bibliothèque royale (administrée alors par Nicolas Rigault) : elle se trouvait dans la bibliothèque de Philippe Hurault de Cheverny, évêque de Chartres († 27 mai 1620), fils du chancelier homonyme ; les héritiers de celui-ci vendirent au roi pour 12 000 francs une part de cette bibliothèque (dont 409 manuscrits) qui contenait en tout 12 000 livres imprimés et 1 255 manuscrits ; parmi les manuscrits vendus, 136 manuscrits grecs, huit manuscrits hébreux et trois manuscrits arabes venaient de la collection de Hurault de Boistaillé. On ignore d'ailleurs quand et pourquoi une partie de celle-ci s'est retrouvée dans les biens de la branche Hurault de Cheverny, et pourquoi aussi elle ne s'y est pas retrouvée tout entière.
Une partie des manuscrits de cette collection se trouve également dans la bibliothèque de l'université de Leyde : neuf manuscrits grecs et huit manuscrits hébreux. La majorité (trois des grecs, et tous les manuscrits hébreux) sont passés par la bibliothèque de Joseph Juste Scaliger, qui à sa mort en 1609 légua à l'université de Leyde 170 volumes en hébreu, arabe ou syriaque et une quarantaine de manuscrits grecs et latins. Scaliger a dû se procurer ces livres avant son départ de France en 1593, et sans doute d'une manière parfaitement régulière, car l'ex-libris de Hurault de Boistaillé n'est pas gratté, et d'autre part aucun de ces volumes ne porte la luxueuse reliure que l'ambassadeur avait fait donner à ceux de ses livres qu'il devait considérer comme les plus précieux. D'autres de ces manuscrits (au moins quatre grecs et quatre latins) viennent de la bibliothèque d'Isaac Vossius, vendue par ses héritiers à l'université de Leyde en 1690 ; Vossius se les était procurés auprès de Melchisédech Thévenot. 
Les manuscrits grecs acquis à Venise par Hurault de Boistaillé étaient à la fois des manuscrits anciens et d'autres qu'il fit copier notamment par Zacharie Scordylis et Nicolas della Torre (à la fois fournisseurs de livres anciens et scribes). L'ambassadeur est parvenu également à se procurer des livres, particulièrement manuscrits, appartenant auparavant à de grandes collections vénitiennes ou padouanes. Au moins 18 manuscrits grecs qu'il rapporta en France provenaient de l'ancienne bibliothèque du cardinal Domenico Grimani, conservée après sa mort dans le couvent vénitien San Antonio di Castello ; sur ces dix-huit, onze étaient issus de la bibliothèque de Jean Pic de la Mirandole.
Les manuscrits hébreux (dont deux, conservés à Leyde, provenaient, à travers Grimani, de Jean Pic de la Mirandole), ont parfois été achetés à des particuliers habitant Venise, dont des rabbins, et plusieurs à un membre non identifié de la famille de l'éditeur Daniel Bomberg. On y relève particulièrement le BnF hébreu 48-49, un Pentateuque copié en Allemagne vers 1330. 
On compte deux ou trois manuscrits seulement acquis par Hurault de Boistaillé lors de son séjour à Constantinople en mars-avril 1558 : notamment le fameux Psautier de Paris, manuscrit byzantin enluminé du Xe siècle (BnF grec 139), et un Coran proche-oriental du XIIe  ou du début du XIIIe siècle (BnF arabe 384).
Si ce sont surtout les manuscrits « exotiques » (grecs, hébreux et arabes) de la collection qui ont retenu l'attention, Hurault de Boistaillé possédait aussi des manuscrits français ou latins : ainsi le Ms. 427 de la Bibliothèque Méjanes, qui est une copie qu'il se fit faire d'une relation de « l'entrée de l'empereur Charles IV en France et Paris en l'an 1377 ». Il y avait aussi des livres imprimés remarquables, dont des incunables : parmi les livres hébreux légués par Scaliger à l'université de Leyde et venant de la collection Hurault, on relève une Bible juive imprimée et enluminée réalisée par les Soncino à Brescia en 1494, et un Pentateuque de Daniel Bomberg (édition de 1527). I. de Conihout cite également un exemplaire de l'édition de Théocrite d'Alde l'Ancien (1496) conservé à la Bibliothèque municipale de Niort, et un autre de l'édition de l'Histoire naturelle de Pline réalisée par Nicolas Jenson à Venise en 1472. Il possédait aussi un exemplaire du tout premier livre imprimé en caractères arabes, le livre d'heures melkite (Kitâb salât al-sawâ'i) réalisé à Fano par l'imprimeur Gregorio de Gregoriis da Forli en 1514.